# Moldeholmen

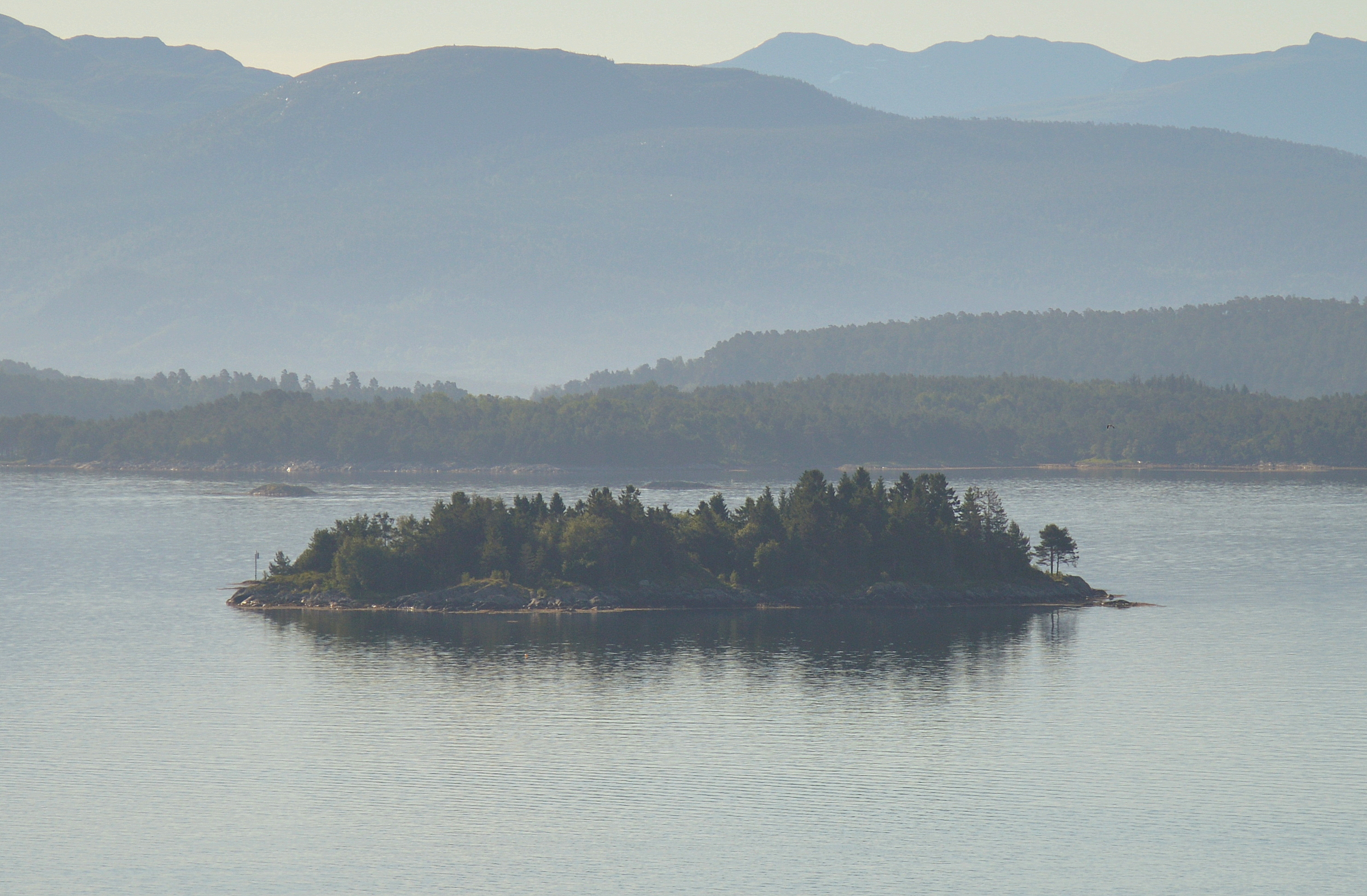
Moldeholmen

Moldeholmen ist eine Insel an der norwegischen Küste des Europäischen Nordmeers und gehört zur Gemeinde Molde in der Provinz Møre og Romsdal. 
Die Insel befindet sich im Moldefjord im Hafengebiet von Molde. Östlich der von kleinen Schäreninseln umgebenen Insel verläuft die Route der Fährverbindung von Molde nach Sekken. Die felsige Insel erstreckt sich in West-Ost-Richtung über etwa 200 Meter bei einer Breite von bis zu etwa 150 Metern und ist bewaldet.